# Großtanklöschfahrzeug

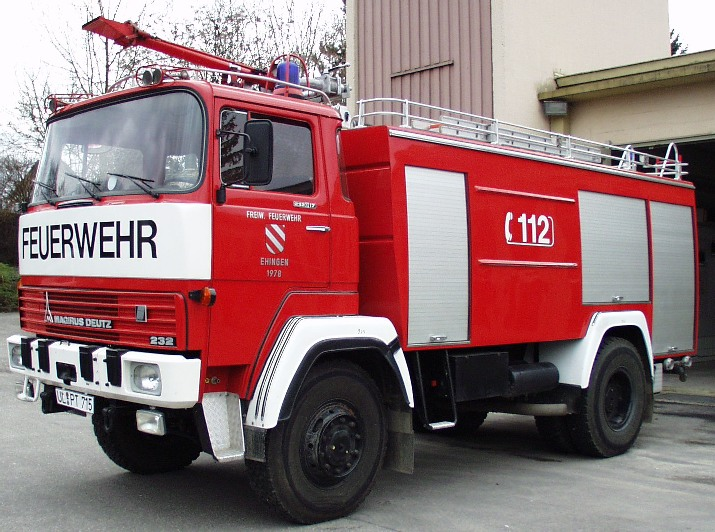
TLF 24/50

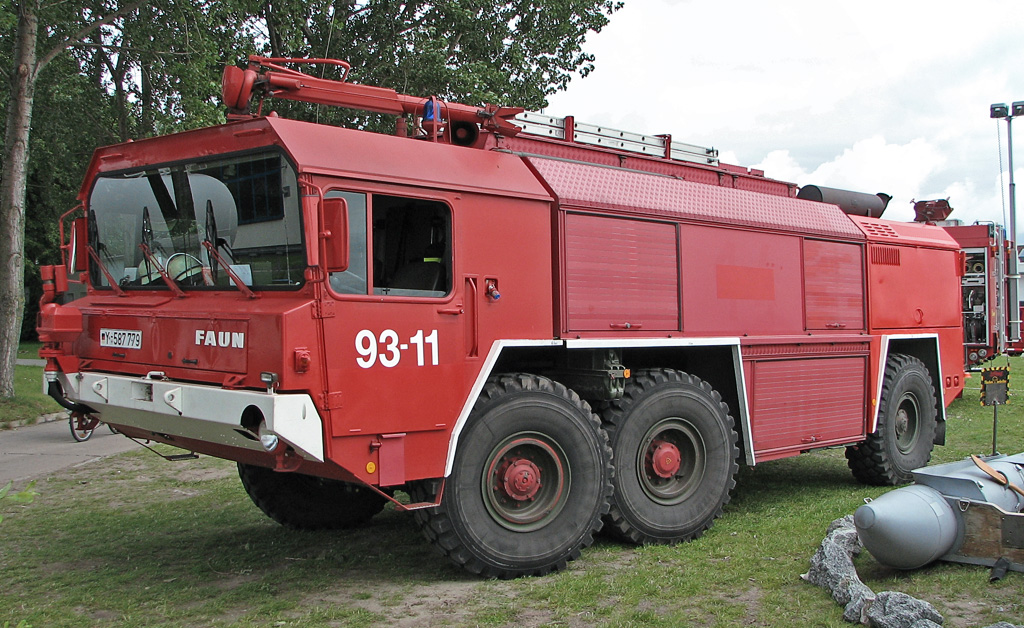
GTLF 3500 der Bundeswehr

Großtanklöschfahrzeuge (kurz GTLF) sind Feuerwehrfahrzeuge mit einem größeren Wassertank als alle anderen Löschfahrzeuge. Es handelt sich um Spezialfahrzeuge aus der Klasse der Tanklöschfahrzeuge. Eine genaue Definition, ab wann ein Tanklöschfahrzeug als Großtanklöschfahrzeug zu bezeichnen ist, existiert nicht.

## Typen
Bei den Feuerwehren in Deutschland gab es verschiedene, nicht genormte Typen des Großtanklöschfahrzeugs. Im Rahmen der Einführung des digitalen Behördenfunks wird es künftig drei genormte Typen von Tanklöschfahrzeugen geben: das TLF 2000, das TLF 3000 und das TLF 4000. In der Umgangssprache werden teilweise bereits besonders groß ausgelegte TLF 4000 als Großtanklöschfahrzeug bezeichnet.
Recht weit verbreitet sind (nicht genormte) Großtanklöschfahrzeuge mit einem Tankinhalt von bis zu 10000 Litern bei größeren Feuerwehren, vor allem Berufsfeuerwehren, aber auch bei Freiwilligen Feuerwehren finden sie vermehrten Einsatz. Sie tragen die Bezeichnung GTLF x000 (wobei das x durch die jeweilige Menge an mitgeführten Löschwasser zu ersetzen ist) und dienen in erster Linie der Wasserversorgung bei Großbränden oder Bränden mit unzureichender Wasserversorgung, etwa auf Autobahnen oder bei abgelegenen Gebäuden wie Aussiedlerhöfen.

### Sonderausführungen
Die Firma Rosenbauer bietet das Großtanklöschfahrzeug Buffalo Extreme mit 33.000 Liter Wasserfassungsvermögen an, welches auf Basis des Heavy Movers vertrieben wird. Das Offroad-taugliche Feuerwehrfahrzeug soll bei abgelegenen Brandbekämpfungsunternehmungen eingesetzt werden.
Daneben hat der Landkreis Cloppenburg ein Großtanklöschfahrzeug 30000 (GTLF 30000) für die Freiwilligen Feuerwehren entwickelt. Das Fahrzeug besteht aus einer Sattelzugmaschine und einem Tankauflieger mit hydraulischer Drehkolbenpumpe, welche eine Leistung von 7.000 l/min besitzt. Je nach Gewichtsbeschränkung können bis zu 30.000 l Wasser sowie Armaturen und Schläuche mitgeführt werden. Insbesondere für Einsätze in löschwasserarmen Gebieten (z. B. Moor, Wald, Autobahn) stellt dieses Fahrzeug die Wasserversorgung sicher.

## Aufgabenbereiche
Großtanklöschfahrzeuge sind von großer Bedeutung, wenn Brandbekämpfungsmaßnahmen an Orten durchgeführt werden müssen, die über keine Löschwasserversorgung verfügen. Dies ist z. B. auf Autobahnen, in Mooren, Heiden oder Wäldern, aber auch bei Einsiedlerhöfen der Fall; an solchen Einsatzorten reicht der Wasservorrat herkömmlicher Tanklöschfahrzeuge oft nicht mehr aus. Großtanklöschfahrzeuge können dann als Wasservorrat dienen oder auch im Pendelverkehr eingesetzt werden. Zudem sind Tanklöschfahrzeuge mit großem Tankvolumen oft auch mit entsprechend leistungsstarken Wasserwerfern ausgestattet, die effektiv zur Brandbekämpfung genutzt werden können.

## Aufbau und Ausrüstung
Aufgrund ihres enormen Tanks, welcher sehr viel Platz einnimmt und schwer ist, verfügen GTLF nur über eine sehr geringe feuerwehrtechnische Beladung. Dies sollte jedoch nicht über den hohen einsatztaktischen Wert hinwegtäuschen.
Typische Merkmale von GTLF sind die Truppbesatzung und der auf dem Fahrzeugdach montierte kombinierte Schaum-Wasser-Werfer (Monitor), der einen besonders massiven Löschangriff auch aus einer größeren Entfernung erlaubt.

## Abgrenzung
Flugfeldlöschfahrzeuge sind im Prinzip auch Großtanklöschfahrzeuge, werden jedoch aufgrund ihrer Besonderheiten in einer eigenen Fahrzeugfamilie zusammengefasst.
In Österreich werden Fahrzeuge mit einem Wassertank ab 4.000 Litern als Großtanklöschfahrzeug (GTLF) bezeichnet. Diese werden aber häufig auch als Universallöschfahrzeuge ausgeführt.
In Tschechien wird das Großtanklöschfahrzeug (Tschechien) verwendet.
Bei der Feuerwehr in Frankreich werden an Standorten mit besonderem Gefahrenpotential „Schaum-(Tanklösch-)Fahrzeuge mit großer Leistung“ (Fourgon mousse grande puissance, FMOGP) vorgehalten.